# تشايكور
تشايكور (بالتركية: Çaykur) هي شركة شاي تركية، مقرها في مدينة ريزا في تركيا.
وهي الراعي الرسمي لنادي تشايكور ريزه سبور لكرة القدم.
تنتج الشركة أنواع الشاي الأسود والأخضر والمثلج والعضوي.